# Eduard Franck
Pour les personnes ayant le même patronyme, voir Franck.
Eduard Franck est un compositeur et pianiste allemand, né à Breslau en Silésie, le 5 octobre 1817 et mort à Berlin le 1er décembre 1893. Il a mené une double carrière de concertiste et de professeur pendant plus de quatre décennies au cours de laquelle il a occupé de nombreuses positions. Il est le père de Richard Franck.

## Biographie
Il était le quatrième enfant d'un riche banquier cultivé, qui a exposé ses enfants aux esprits les meilleurs et les plus brillants que l'Allemagne avait à offrir, les  habitués de la maison Franck comprenant des sommités comme Heine, Humboldt, Heller, Mendelssohn et Wagner. La situation financière de sa famille lui permit d'étudier avec Mendelssohn en privé à Düsseldorf et plus tard à Leipzig.
Bien qu'il ait été largement reconnu comme étant à la fois enseignant et artiste, il n'a jamais obtenu la reconnaissance publique de ses contemporains plus célèbres tels que Mendelssohn, Schumann ou Liszt. Aussi fin pianiste que les deux premiers et peut-être même meilleur professeur, le fait qu'il n'ait accepté de publier un très grand nombre de ses compositions, que vers la fin de sa vie explique, en partie, pourquoi il n'était pas mieux connu. Réputé perfectionniste, il a continuellement retardé la parution de ses œuvres jusqu'à ce qu'elles répondent à ses normes exigeantes. Schumann, entre autres, avait une haute opinion des rares ouvrages que Franck a fait publier au cours de la première partie de sa vie.

## Œuvres
Sa musique de chambre est généralement considérée, parmi ses plus belles compositions. Parmi les œuvres avec numéros d'opus, il y a 3 quatuors, 2 quintettes à cordes pour 2 violons, 2 altos et violoncelle, 2 sextuors à cordes, 3 trios avec piano, un quintette pour piano, 2 sonates pour violoncelle & piano, et 4 sonates pour violon et piano. En plus de cela, il existe plusieurs autres œuvres sans numéro d'opus, y compris un sextuor pour piano, 2 trios avec piano, un quintette avec piano, une sonate pour violon & piano et une pièce de circonstance pour violoncelle & piano.
Wilhelm Altmann, un des plus importants critiques de musique de chambre du XXe siècle, dans l'écriture de musique de chambre de Franck, commente : « Cet excellent compositeur ne mérite pas la négligence avec laquelle il a été traité. Il avait une maîtrise de la forme et d'une imagination vive qui se reflète clairement dans les plus belles et attrayantes idées que l'on retrouve dans ses œuvres ».
Deuxième Sextuor de Franck, États-Altmann : « Ce sextuor appartient à la salle de concert. Il démontre que le compositeur était maître de la forme musicale et en possession d'un don qui lui permet de produire des mélodies fortes et nobles ».